# Бомон (Вијена)
Бомон (фр. Beaumont) насеље је и општина у западној Француској у региону Поату-Шарант, у департману Вијена која припада префектури Шателро.
По подацима из 2011. године у општини је живело 1.864 становника, а густина насељености је износила 86,94 становника/km². Општина се простире на површини од 21,44 km². Налази се на средњој надморској висини од 62 метара (максималној 151 m, а минималној 56 m).

## Демографија
| 1962. | 1968. | 1975. | 1982. | 1990. | 1999. | 2011. |
| ----- | ----- | ----- | ----- | ----- | ----- | ----- |
| 1.276 | 1.330 | 1.394 | 1.448 | 1.585 | 1.625 | 1.864 |

График промене броја становника у току последњих година